# إيميه صياح
إيميه صياح(4 مايو 1987-) ممثلة ومقدمة برامج لبنانية.

## حياتها ومشوارها المهني
ولدت في جبيل أصلها من مدينة بيبلوس، ترعرت في عائلة مكونة من والديها وشقيقتها ريتا وشقيقها إيلي، إسمها فرنسي، باللغة العربية يعني  محبوبة
حاصلة على شهادة في فنون التواصل صحافة ومسرح من الجامعة اللبنانية الأمريكية في بيروت ودراسات عليا في الإعلام
بدأت مشوارها في تقديم البرامج في نيسان عام 2009 بتشجيع من والدها الصحفي إبراهيم صياح عندما إنتسبت لقناة إم تي في اللبنانية حيث قدمت عدة برامج منوعة حتى عام 2013. بعدها عرضت عليها الكاتبة منى طايع دور بطولة المسلسل اللبناني وأشرقت الشمس عام إلى جانب الممثل يوسف الخال إخراج شارل شلالا، الذي عرض على شاشة المؤسسة اللبنانية للإرسال قدمت العديد من الحفلات والمهرجانات العربية.
أصبحت بعدها وجها أعلانيا للكثير من الماركات والحملات الأعلانية، نالت جائزة ظاهرة العام من الموريكس دور عام 2014 عام 2016 عادت لتشارك زميلها يوسف الخال في بطولة المسلسل العربي المشترك سوا تأليف رينيه فرانكوديس، إخراج شارل شلالا، صور عام 2015 في بولندا وعرض في الأول من فبراير 2016 حصريا.
في 22 أكتوبر 2016 قدمت حفل انتخاب ملكة جمال لبنان على شاشتي LBCI وLDC.
في 24 يوليو 2022 قدمت حفل انتخاب ملكة جمال لبنان على شاشة LBCI 

### حياتها الأسرية
تزوجت في الخامس من سبتمبر عام 2014 من اللبناني "فريد النجار" في 12 يناير 2020 رزقت بولد وبنت تؤام «تيو شربل» و «كيلي ماريا»

## الأعمال

### في التمثيل

#### المسلسلات
| اسم المسلسل               | الشخصية         | سنة الإنتاج | عرض على                 | المخرج        |
| ------------------------- | --------------- | ----------- | ----------------------- | ------------- |
| وأشرقت الشمس              | جلنار           | 2013        | LBCI LDC                | شارل شلالا    |
| سوا                       | تارا            | 2016        | LBCI LDC                | شارل شلال     |
| أوركيديا                  | رملة بنت الأكثم | 2017        | تلفزيون أبو ظبي         | حاتم علي      |
| حدوتة حب (خماسية شهر عسل) | نور             | 2018        | بي إن دراما قناة الجديد | فيليب أسمر    |
| الهيبة جبل                | سارة            | 2021        | إم بي سي                | سامر البرقاوي |
| رقصة المطر                | حنين            | 2022        | شاهد                    | جو بو عيد     |

#### في السينما
| الفيلم  | بمشاركة      | سنة الإنتاج |
| ------- | ------------ | ----------- |
| زفافيان | كارلوس عازار | 2017        |

### في تقديم البرامج
| اسم البرنامج                              | عرض على               | العام      |
| ----------------------------------------- | --------------------- | ---------- |
| النشرة الجوية ، @ أم تي في ، NRJ          | إم تي في اللبنانية    | 2009- 2013 |
| برنامج ذا فويس: أحلى صوت (الموسم الثاني)  | إم بي سي              | 2014       |
| برنامج ذا فويس: أحلى صوت (الموسم الثالث)  | إم بي سي              | 2015       |
| برنامج ذا فويس كيدز الموسم الاول إلى جانب | إم بي سي              | 2016       |
| حفل انتخاب ملكة جمال لبنان                | ال بي سي آي، ال دي سي | 2016       |
| الزمن الجميل                              | تلفزيون أبو ظبي       | 2019       |
| حفل انتخاب ملكة جمال لبنان                | ال بي سي آي           | 2022       |
| حفل انتخاب ملكة جمال لبنان                | ال بي سي آي           | 2024       |

## حملات إعلانية
في أغسطس عام 2015 شاركت مؤسسة مينتور العربية حملتها التوعوية للوقاية من المخدّرات تحت عنوان «ما بتفرق معي»، بالتعاون مع لاعب كرة القدم السعودي سامي الجابر

## روابط خارجية
- إيميه صياح على موقع قاعدة بيانات الأفلام العربية